# 安徽省舒城中学
安徽省舒城中学，始创于1902年，为安徽省中等教育的三所源头学校之一。1952年正式定名为现名。于2012年入选第二届《中华百年名校》。

## 历史
舒城中学始于1902年创立的“斌农中学堂”，首任校长王仁峰（其重孙女为著名影星王祖賢），历经百年历史。
| 时间   | 校名                                      | 校址             |
| ------ | ----------------------------------------- | ---------------- |
| 1902年 | 斌农中学堂                                | 城关鼓楼考棚旧址 |
| 1906年 | 舒城中学堂                                | 城关鼓楼考棚旧址 |
| 1928年 | 舒城县立初级中学                          | 伏虎寺旧址       |
| 1938年 | 安徽省第二临时中学 安徽省舒城县立初级中学 | 伏虎寺旧址       |
| 1939年 | 安徽省舒城县立初级中学                    | 伏虎寺旧址       |
| 1942年 | 安徽省舒城中学                            | 伏虎寺旧址       |
| 1949年 | 安徽省六安专区公立舒城中学                | 伏虎寺旧址       |
| 1951年 | 安徽省皖北行署舒城中学                    | 伏虎寺旧址       |
| 1952年 | 安徽省舒城中学                            | 伏虎寺旧址       |
| 1978年 | 安徽省舒城中学（六安专区重点）            | 伏虎寺旧址       |
| 2000年 | 安徽省舒城中学（安徽省示范高中）          | 伏虎寺旧址       |

## 现状
舒城中学校园占地面积近170亩，校园绿化率达到80%以上，共有3幢教学楼及3幢学生公寓，另有双层的餐厅。同时还配有科学馆、微机室、语音室、天文馆、图书馆、实验室等教学配套设施。校内还拥有一座塑胶跑道及人造草坪结构的标准运动场。学校现有教职工242人（截至2014年9月），其中专任教师202人，包括特级教师2人，硕士研究生24人，高级教师80人，中级教师93人。

## 教学情况
学校现仅高中一个教学部。

## 校园环境
校园内有多处标志性建筑：沧桑南楼；古雅仁风亭；浴德园；现代钢雕。

## 著名校友
历经百年，人才倍出。
- 刘有成，35届初中毕业生，中国科学院院士
- 唐德刚，36届初中毕业生，美国哥伦比亚大学哲学博士，著名历史学家
- 郭忠盲，45届高中毕业生，上海外贸总公司副总经理
- 任继圣，45届高中毕业生，中华律师协会会长
- 朱学稳，52届高中毕业生，中国溶洞学会会长
- 艾煊，35届初中毕业生，原江苏作协主席
- 刘军宁，78届高中毕业生，著名学者